# Esmond Bradley Martin
Esmond Bradley Martin (17 de abril de 1941 – 4 de fevereiro de 2018) foi um conservacionista que lutou contra o comércio ilegal de marfim e chifres de rinocerontes lutando pela preservação dessas duas espécies (elefantes e rinocerontes).  Ele era considerado uma autoridade no assunto sendo inclusive enviado especial da ONU para a preservação dos rinocerontes. Um de seus feitos de destaque foi o enfraquecimento do comércio de chifres na China em 1993 e de marfim em 2017.
Martin foi encontrado morto no dia 4 de fevereiro de 2018 com uma facada no pescoço na cidade de Nairóbi, capital do Quênia, aos 76 anos.

## Vida e carreira
Esmond Martin nasceu em Nova Iorque no dia 17 de abril de 1941. Ele entrou para a Brooks School em North Andover, Massachusetts se formando em 1959. No ano de 1964 ele conseguiu o grau de bacharel em geografia  pela Universidade do Arizona , seguido por um Ph. D. em filosofia pela Universidade de Liverpool em 1970.
Em meados da década de 1970, Martim e sua esposa, Chrysse Martin, se estabeleceram em Nairóbi, Quênia, onde começaram a estudar e publicar livros, pesquisando uma ampla variedade de estudos históricos e antropológicos.
Em 1979, Esmond Martin trabalhou para o WWF e a União Internacional para a Conservação da Natureza ajudando na quantificação do tráfego de marfim de elefante, onde ele descobriu sua verdadeira vocação. Sua primeira investigação sobre o comércio de marfim apareceu em dezembro de 1979. O resto de sua carreira foi dedicado à pesquisa de conservação animal, com ênfase em marfim e chifre de rinoceronte.

## Pesquisa sobre o comércio de marfim
Do final dos anos 1970 até 2018, Martin realizou inúmeras viagens com objetivo de coletar  sobre o comércio de marfim. Ele costumava se disfarçar, documentando e fotografando meticulosamente as vendas ilegais de marfim e chifre de rinoceronte, tudo feito em segredo para os mercadores da região. Martin se disfarçava como um rico cliente tendo como  objetivo  obter informações sobre o comércio ilegal de animais selvagens. Por meio dessa tecnica, ele conseguiu obter informações sobre as práticas desses comerciantes.
Martin serviu como enviado especial das Nações Unidas para a conservação dos rinocerontes.

## Morte
Em 4 de fevereiro de 2018, Martin foi encontrado morto, aos 76 anos,  com uma facada no pescoço em sua casa em Nairóbi. Ele chegou a ser socorrido pela sua esposa, Chryssee Martin, mas não resistiu. Martin havia retornado recentemente de uma viagem a Mianmar  e estava escrevendo um relatório sobre suas descobertas sobre o tráfico de marfim daquele país. Investigações realizadas pela polícia local consideraram que o assassinato não passou de um "roubo que deu errado". No entanto, nada foi roubado. A pesquisa de Martin não era bem vista por organizações criminosas que lucraram com o tráfico de vida selvagem; portanto, suas ações o tornaram um alvo para essas criminosos, embora o caso não tenha sido encerrado até a presente data.
Em maio de 2019, a Brooks School postumamente concedeu a Esmond Martin o Prêmio Brooksian de Distinção, sendo recebido por seu ex-colega de quarto Tony Milbank.

## Publicações
Martin publicou diversos trabalhos durante sua vida, a seguir temos uma lista incompleta deles, muitos não publicados em português, e com nomes traduzidos livremente.

### Livros
- Quest for the Past: An Historical Guide to Lamu, Quênia 1970
- A História de Malindi: Uma Análise Geográfica de uma Cidade Costeira da África Oriental desde o período português até ao presente, 1973
Zanzibar: Tradição e Revolução, 1978
- Oman: A Seafaring Nation, 1979
- Cargas of the East: The Ports, Trade, and Culture of the Arabian Seas and Western Indian Ocean, 1978 (em co-autoria com sua esposa, Chryssee Martin)
- O Comércio Internacional de Produtos de Rinoceronte, 1979
- Run Rhino Run, 1983 (em coautoria com Chryssee Martin)
- Rhino Exploitation: The Trade in Rhino Products in India, Indonesia, Malaysia, Burma, Japan, and South Korea (1983), World Wildlife Fund
- A Indústria Japonesa do Marfim (1985)

### Relatórios Científicos

#### Relatórios Relacionados a Chifres de Marfim e Rinoceronte
- Religion, Royalty, and Rhino Conservation in Nepal (1985)[11]
- On A Knife’s Edge: Rhinoceros Horn Trade in Yemen (1997)[12]
- The Ivory Markets of Africa (2000) (coautoria com Daniel Stiles, publicado por Save the Elephants)[13]
- The Ivory Markets of East Asia (2003) (coautoria com Daniel Stiles)[14]
- The Ivory Markets of Europe (2005) (coautoria with Daniel Stiles)[15]
- No Oasis: The Egyptian Ivory Trade in 2005 (2005) (co-authored with Tom Milliken)[16]
- Ivory Markets in the USA (2008) (co-authored with Daniel Stiles)[17]
- The Ivory Dynasty: A report on the soaring demand for elephant and mammoth ivory in Southern China (2010) (co-authored with Lucy Vigne)[18]
- Hong Kong’s Ivory: More Items for sale than any other city in the world (2015) (co-authored with Lucy Vigne)[19]
- Vietnam’s illegal Ivory trade threatens Africa’s Elephants (2016) (co-authored with Lucy Vigne)[20]
- The Ivory Trade of Laos: Now the Fastest Growing in the World (2017) (co-authored with Lucy Vigne)[21]
- Decline in the Legal Ivory Trade in China in Anticipation of a Ban (2017) (co-authored with Lucy Vigne)[22]

#### Relatórios Não Relacionados a Marfim
- Uma avaliação quantitativa do comércio de escravos árabes da África Oriental (1977) [8]
- New War in South East Asia (1994) (em coautoria com Daniel Stiles, publicado pela Swara Magazine)